# Diplotaxis assurgens
Diplotaxis assurgens är en korsblommig växtart som först beskrevs av Alire Raffeneau Delile, och fick sitt nu gällande namn av Jean Charles Marie Grenier. Diplotaxis assurgens ingår i släktet mursenaper, och familjen korsblommiga växter. Inga underarter finns listade i Catalogue of Life.